# Luigi Casale
Pour les articles homonymes, voir Casale.
Luigi Casale (22 novembre 1882 à Langosco, Italie – 18 février 1927 à Vigevano, Italie) est un chimiste italien. Au XXIe siècle, il est surtout connu pour ses travaux qui menèrent à la création d'un procédé industriel de synthèse d'ammoniac.

## Biographie
Luigi Casale a obtenu un diplôme en électrochimie et en physique de l'École polytechnique de Turin.
Il développa un procédé industriel concurrent du procédé Haber-Bosch et, en 1921, a établi en Suisse la société Ammonia Casale S.A. En 2009, cette société fait partie du groupe Casale Group.